# Gran Turismo 4
Gran Turismo 4 је видео-игра из 2004. године за Плејстејшн 2, четврта серија у главној серији Gran Turismo и шеста за цјелокупну серију. Развио га је Polyphony Digital, а објавио Sony Computer Entertainment и објављен је 28. децембра 2004. у Јапану и Хонг Конгу, 22. фебруара 2005. у Сјеверној Америци и 9. марта 2005. у Европи, и од тада је поново издато под Сонијевом линијом 'Greatest Hits'.
Првобитно планиран за издавање 2003. године, Gran Turismo 4 је одложен више од годину и по од стране Polyphony Digital-а, а његов онлајн режим је уклоњен. Игра садржи преко 721 аутомобила од 80 произвођача, још од Daimler Motor Carriage из 1886, па све до будућности као концепте за 2022. Игра такође садржи 51 стазу, од којих су многе нове или модификоване верзије старог Gran Turismo нумере, са неким значајним додацима из стварног свијета.
Гран Турисмо 4 је био добро прихваћен критиком и комерцијално успјешан, поставши једна од најпродаванијих игара 2005. и трећа најпродаванија игра на Плејстејшн 2. Кинеска, јапанска и јужнокорејска издања игре су у пакету са водичем за вожњу од 212 страница и лекцијама о физици трка. Ограничено издање, Gran Turismo 4 онлајн тест верзија, објављено је у Јапану у љето 2006. ПСП побољшани порт под називом Gran Turismo Mobile је првобитно био планиран за развој, али је касније преименован у Gran Turismo, који је објављен 1. октобра 2009. Следећа игра, Gran Turismo 5, објављена је 2010. за Плејстејшн 3.

## Гејмплеј
Играчи акумулирају бодове побеђујући у тркама у нормалном режиму вожње у првом лицу, који се зове А-Спец режим. Сваки тркачки догађај може донети највише 200 А-Спец поена. Генерално, побједа коришћењем аутомобила са мањом предности у односу на АИ противнике вреди више поена. Поени се могу освојити само једном, тако да да бисте освојили додатне бодове са претходно освојеног догађаја, морате их поново освојити користећи аутомобил са мањом предности у односу на вјештачку интелигенцију. Ту су и 34 мисије које могу донети по 250 поена. Упркос томе, А-Спец бодови су бодови искуства, а не новац.
Нови режим Б-Спец ставља играче на мјесто шефа тркачке посаде: говори возачу колико агресивно да вози, када да прође и налаже заустављање у боксу (праћењем хабања гума и нивоа горива). Брзина вријемена у трци може се повећати до 3×, што омогућава да се трке издржљивости заврше за мање времена него што би то било потребно у А-Спец режиму. Међутим, функција 3× мора бити укључена након сваког заустављања у боксу јер се враћа на нормално вријеме. Упутство за игру каже да играч може убрзати режим Б-Спец до 5×, али се вјерује да је ово грешка у куцању. Б-Спец бодови се дају за сваку трку завршену у Б-Спец моду. Ово повећава ниво вјештине вјештачке интелигенције возача у категоријама вјештина возила, вјештина курса и вјештине борбе. Играчи тако могу да користе Б-Спец режим у тежим тркама како игра напредује, али овај режим се не може користити на мокрим, прљавим и сњежним стазама.
Још један нови додатак игри су Мисије вожње, које су по искуству сличне тестовима лиценце, али додјељују успјешан завршетак са 250 А-Спец поена и 1000 или више кредита. Свака мисија се одвија са датим аутомобилом на датој стази или деоници стазе и датим скупом противника. Постоје 4 сета мисија: Пролаз, у којем возач мора да претекне противника на одређеној удаљености; 3 Круга Борба, у којој возач мора да прође 5 противника у току 3 круга; Slipstream борба, у којој возач мора да претекне идентичне противнике путем нацрта; и 1 Круг Магија, у којој возач почиње са значајном временском казном против много споријих противника и мора их све престићи у једном кругу. Завршетак сваког скупа мисија доноси играчу наградни аутомобил. На располагању је укупно 5 наградних аутомобила за освајање.
У игрицу је укључен нови режим фотографије, који омогућава играчу да контролише виртуелну камеру, сликајући своје аутомобиле на стази или на одређеним локацијама.